# Anthidium auritum
Anthidium auritum es una especie de abeja del género Anthidium, familia Megachilidae. Fue descrita científicamente por Klug en 1832.

## Sinónimos
Los sinónimos de esta especie incluyen:
- Anthidium fischeri Spinola, 1838
- Anthidium rufomaculatum Friese, 1899

## Distribución geográfica
Esta especie habita en el continente africano.